# Megaerops kusnotoi
Megaerops kusnotoi é uma espécie de morcego da família Pteropodidae. Endêmica da Indonésia, onde pode ser encontrada em Java, Bali e Lombok.